# Beatty (Oregon)
Beatty az Amerikai Egyesült Államok északnyugati részén, Oregon állam Klamath megyéjében, az Oregon Route 140 mentén elhelyezkedő statisztikai település. A 2020. évi népszámláláskor 60 lakosa volt.
Névadója J. L. Beatty misszionárius.
Az Oregon, California and Eastern Railway vasútállomása a Klamath Falls–Bly-vasútvonal 1941-es menetrendjében még szerepelt. 1990-ben a nyomvonal helyén gyalogos útvonalat (OC&E Woods Line State Trail) alakítottak ki.

## Éghajlat
A település éghajlata mediterrán (a Köppen-skála szerint Csb).

## Nevezetes személy
- Toby „Winema” Riddle, az őslakosok és az amerikai hadsereg közötti tolmács; sírhelye a közelben van[8]

## Fordítás
- Ez a szócikk részben vagy egészben  a   Beatty, Oregon című angol Wikipédia-szócikk ezen változatának fordításán alapul.  Az eredeti cikk szerkesztőit annak laptörténete sorolja fel. Ez a jelzés csupán a megfogalmazás eredetét és a szerzői jogokat jelzi, nem szolgál a cikkben szereplő információk forrásmegjelöléseként.